# Indisk törnskata
Indisk törnskata (Lanius vittatus) är en asiatisk fågel i familjen törnskator inom ordningen tättingar.

## Kännetecken

### Utseende
Indisk törnskata är en långstjärtad och relativt liten törnskata med en kroppslängd på 17 centimeter. Den adulta fågeln har en bred svart ansiktsmask som kontrasterar mot blekgrå hjässa och nacke. Manteln är rödbrun, övergumpen vit, stjärten svart med vita kanter och på vingarna syns en vit handbasfläck. Ungfågeln är mindre och har kortare stjärt än liknande rostgumpad törnskata (L. schach), mer enhetligt färgad gråbrun ovan, blek övergump och mer intrikat tecknad på vingtäckare och tertialer. Arten trivs i öppna och torra buskmarker samt i jordbruksbygd.

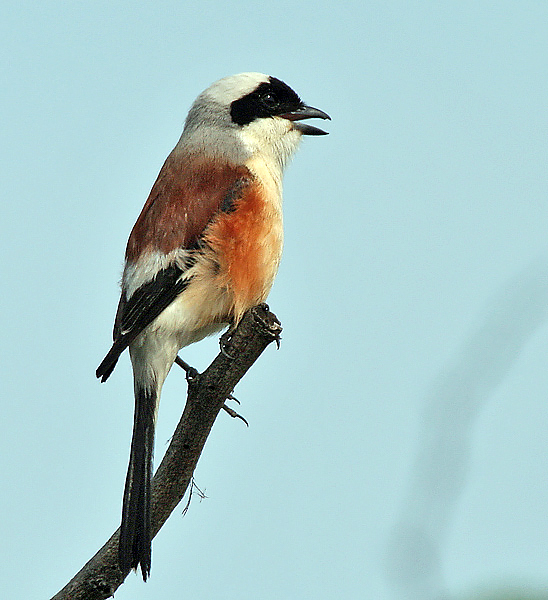
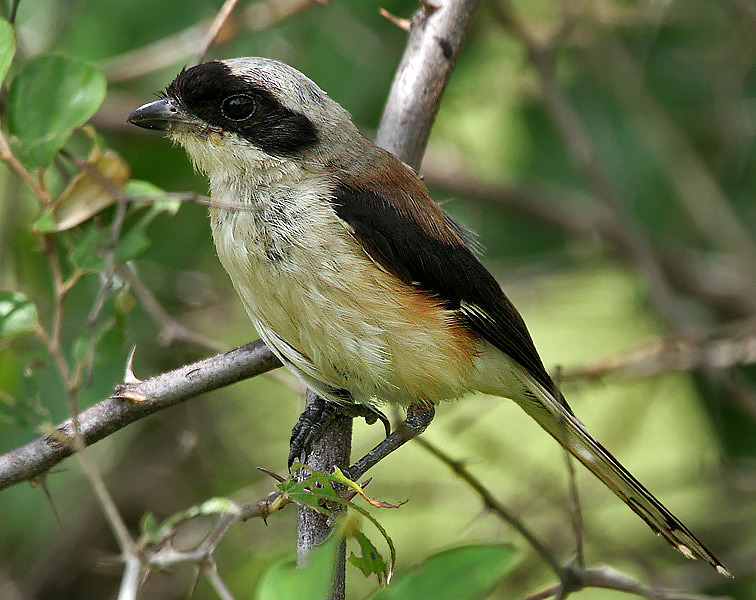
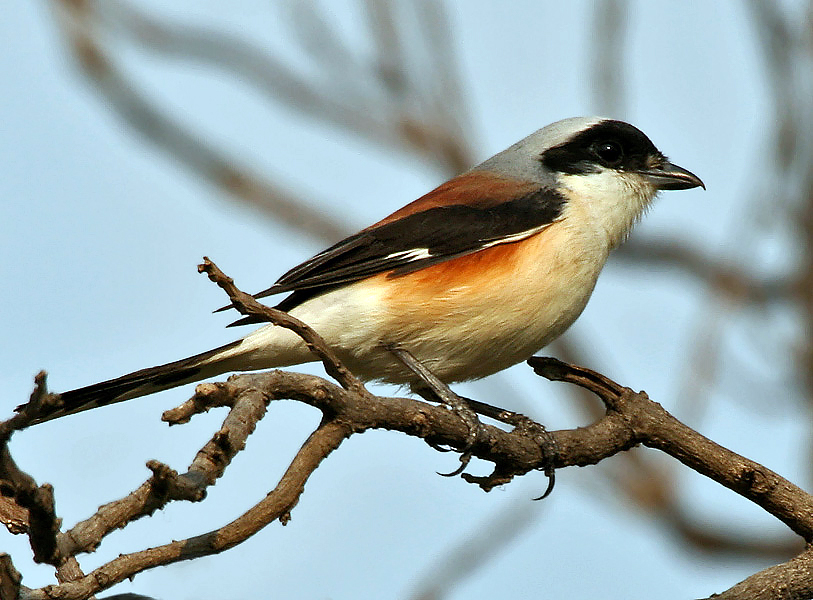

### Läten
Fågeln sjunger en behaglig, oregelbunden ramsa blandat med hårda toner och härmningar. Ett skränande läte sägs vara väldigt likt det ljud en groda yttrar när den fångas av en orm.

## Utbredning och systematik
Indisk törnskata delas in i två underarter med följande utbredning:
- Lanius vittatus vittatus – förekommer från Pakistan (Indusslätterna) till Västbengalen och södra Indien (utom i sydväst)
- Lanius vittatus nargianus – förekommer i sydöstra Iran, södra Turkmenistan, Afghanistan, Baluchistan och Pakistan

Arten ses utanför häckningstid även i Förenade Arabemiraten där den även har häckat. Den har också tillfälligt setts i Oman, Sri Lanka, Saudiarabien och Bhutan.

## Levnadssätt
Indisk törnskata förekommer i olika sorters öppen, torr mark med buskar och spridda träd. Den lever nästan uteslutande av insekter, mest skalbaggar och hopprätvingar.

### Häckning
Hanen och honan hjälps åt vid bobygget och placerar det gömt 1,5-4 meter upp i en trädklyka eller i en törnbuske. Honan lägger 3-5 ägg som hon mestadels ruvar ensam, i 14-15 dagar. Ungarna är flygga ungefär lika lång tid efter kläckning.

## Status och hot
Arten har ett stort utbredningsområde och en stor population med stabil utveckling som inte tros vara utsatt för något substantiellt hot. Utifrån dessa kriterier kategoriserar internationella naturvårdsunionen IUCN arten som livskraftig (LC). Världspopulationen har inte uppskattats men den beskrivs som vanlig i norr och mindre vanlig i syd.